# 麗水站 (兩江道)
麗水站（韓語：려수역）是朝鮮民主主義人民共和國两江道普天郡的一個鐵路車站，属于普天线。

## 邻近车站
普天线
大镇站 - 麗水站 - 两江大坪站